# WebAMP
WebAMP 是一種網站加速服務，用以提昇網站對外服務的頻寬能量。WebAMP是由台灣的網路服務業者和信超媒體所推出的網路服務，屬於反向代理伺服器（Reverse Proxy Server）的一種應用，可達到負載平衡（Load Balance）。
和信超媒體於2008年8月28日宣布將子公司和網寬頻出售給中嘉網路，隨後也於2008年10月30日停止接受WebAMP服務的申請。

## 基本介紹
網站管理者只要將自己的網域名稱（Domain Name）所對應的網路位址（IP）更改為WebAMP 伺服器位址。則當瀏覽者透過WebAMP主機瀏覽該網站資料時，WebAMP便會從原始網站抓取資料，並將網頁資料儲存一份於伺服器中。當下一位瀏覽者欲瀏覽該相同網頁時，WebAMP主機即可將所預先儲存之資料傳輸給該瀏覽者，因而能大幅提昇資料傳輸速率。
除此之外，每個WebAMP網站都有一個免費網域名稱，結尾為webamp.cc，因此甚至不需要網址就可以提供網站服務。即使網站架設在免費的網頁空間裡面，WebAMP 也一樣可以提供服務。
例如免費網頁空間網址是： http://home.my-web-space.com/ABCDE/
則可以針對此網址申請一個 WebAMP 服務，並同時設定一個webamp.cc免費網址（例如 XXXXX.webamp.cc）。
如此一來，就可以用 http://XXXXX.webamp.cc/來連結原來的網址，
同時享受到WebAMP流量超頻的好處，而不需要擔心流量超過限制而被停用。
WebAMP還有提供防盜連功能，只要勾選想要設定成防盜連的檔案型態，就可以防止檔案被惡意盜連。
使用WebAMP的網站，其真實的網路位址（IP）將有隱蔽效果，可不被外界得知，
配合網站本身適當的存取控制（Access Control），將可有效防止駭客入侵。

## 網路架構
- https://web.archive.org/web/20060910122133/http://webamp.giga.net.tw/1-webamp-network.php

## 服務規格
和信超媒體的 WebAMP 服務依據每天網站對外的總流量劃分成三種規格：
- 基本型：每日流量 10 GBytes
- 進階型：每日流量 40 GBytes
- 專業型：每日流量 200 GBytes

當日超出流量時，WebAMP 可以把流量轉移回原來的網站，每日流量統計會在午夜 24:00 時歸零恢復原有的正常運作

## 應用實例
- https://web.archive.org/web/20051122194116/http://bbs.giga.net.tw/viewtopic.php?t=429
- 模擬展示： https://web.archive.org/web/20061011084035/http://bbs.giga.net.tw/demo/

## 相關網站
- http://webamp.giga.net.tw（主要網站）%5B%5D
- http://bbs.giga.net.tw/viewforum.php?f=21（相關討論）%5B%5D
- https://web.archive.org/web/20051220095453/http://webamp.giga.net.tw/wp-rss2.php (WebAMP 技術專區 RSS)